# Bad Wolves
Bad Wolves — американская супергруппа, играющая в стиле грув-метал. Сформирована из бывших участников DevilDriver, Divine Heresy, In This Moment и Scar The Martyr. Группа образована в 2017 году и стала наиболее известна исполнением кавер-версии хита The Cranberries 1994 года «Zombie». По мнению самих участников, их стиль, это рок при пониженном строе гитар с элементами джента.

## История

### Формирование иDisobey(2017—2019)
В июле 2014 года Боклин начал писать музыку, которая должна была стать дебютным альбомом группы, и в течение 2016 года поступил в студию AudioHammer в Санфорде, штат Флорида, с продюсером Марком Льюисом.
Группа Bad Wolves была основана в 2017 году барабанщиком Джоном Боклином (экс-DevilDriver), вокалистом Томми Векстом (экс-Divine Heresy, экс-Westfield Massacre), ведущим гитаристом Доком Койлом (экс-God Forbidd), ритм-гитаристом Крисом Кейном (экс-Bury Your Dead, экс-For the Fallen Dreams) и басистом Кайлом Конкилом (экс-In This Moment, экс—Scar the Martyr, Vimic). Руководителем группы является Золтан Батори из Five Finger Death Punch. Группа объявила, что выпустит свой дебютный студийный альбом «Disobey» 11 мая 2018 года. Из тринадцати песен «Disobey» десять были написаны и записаны до того, как Векст присоединился к группе.
В мае 2017 года Bad Wolves выпустили свой дебютный сингл «Learn to Live». В ноябре 2017 года Bad Wolves выпустили свой второй сингл «Toast to the Ghost». В канун Рождества 2017 года певица The Cranberries Долорес О’Риордан оставила текстовое сообщение своему другу, управляющему директору E7LG-Европа Дэну Уэйту, где предложила спеть вживую для кавера «Zombie», которую Уэйт ранее дал ей прослушать и аккредитовать.
15 января 2018 года О’Риордан — Которая была в Лондоне на записи второго альбома своего сайд-проекта, той ночью оставила Уэйту голосовое сообщение, в котором попросила его прийти в студию позже тем утром и послушать её вокал для кавера Bad Wolves. О’Риордан умерла до того, как его успели записать. 18 января 2018 года они выпустили третий сингл, который представлял собой кавер-версию песни «Zombie» (первоначально группы the Cranberries), которая попала в несколько чартов Billboard. Песня достигла 23-го места в чарте Billboard 200, и достиг 9-го места в Австралии. Он возглавил американский чарт мейнстрим-рока Billboard. 22 февраля было выпущено музыкальное видео. Группа гастролировала с Five Finger Death Punch, Shinedown, Breaking Benjamin и Starset в первой половине 2018 года. В октябре 2018 года группа запустила краудфандинговую кампанию для создания документального фильма об их становлении и восхождении к славе. Фильм будет называться «Breaking the Band». К концу кампании они собрали менее 15 000 долларов из своих целевых 65 000 долларов. Несмотря на это, группа получила все пожертвованные деньги и всё ещё намерена создать что-то для проекта.
С момента своего основания группа делила сцену с такими музыкантами, как Five Finger Death Punch, Nickelback, Shinedown, Breaking Benjamin, Papa Roach и Nothing More. Также недавно их кавер-версия «Zombie» была номинирована на звание рок-песни года по версии iHeartRadio.

### N.A.T.I.O.N.и уход Томми Векста (2019—2021)
26 июля 2019 года группа выпустила новый сингл под названием «I’ll Be There», за которым последовал ещё один сингл под названием «Killing Me Slowly», третий сингл под названием «Sober», а также четвёртый сингл под названием «Crying Game» и анонсировали свой новый альбом N.A.T.I.O.N., который был выпущен 25 октября 2019 года. «Killing Me Slowly» была песней, написанной в сотрудничестве со внешними авторами песен; однако позже Векст публично заявил, что он был «вдохновителем песни», изменив немного текст.
Два неизданных сингла были выпущены 10 апреля на Patreon. Два сингла включают кавер-версию «Heart Shaped Box» группы Nirvana и новую песню под названием «Shanghai».
В интервью в октябре 2020 года вокалист Vext подтвердил, что группа почти завершила свой третий полноформатный альбом и что они могут выпустить его на шесть месяцев раньше исключительно через Patreon.
8 января 2021 года Векст объявил о своём уходе из Bad Wolves с намерением начать собственную сольную карьеру. 9 января группа опубликовала официальное заявление, в котором говорилось: «Это правда, что Bad Wolves и Томми Векст разошлись во взглядах. Мы вчетвером планируем продолжать заниматься музыкой, и новый альбом запланирован на конец этого года. Томми сыграл важную роль в Bad Wolves, и мы благодарны ему за его вклад». Это последовало за контекстом, в котором его поддержка Дональда Трампа подверглась критике, а также за его веру в теории заговора, утверждающие, что Black Lives Matter была «создана» Джорджем Соросом, Фондом Клинтона и СМИ; он также сказал: «Я не испытывал настоящего расизма; всё это сфабриковано». Ранее Векста обвинила в домашнем насилии его бывшая подруга Уитни Джонс. Она заявила, что его побудили покинуть Bad Wolves четыре оставшихся музыканта и лейбл Better Noise Music «из-за его консервативных политических взглядов».

### Наём Дэниела «DL» Ласкевича иDear Monsters(2021 — настоящее время)
25 мая 2021 года Томми Векст заявил в своём официальном аккаунте в Facebook, что Дэниел «DL» Ласкевич (Daniel «DL» Laskiewicz, бывший гитарист The Acacia Strain), а также экс-вокалист металкор группы LGND, присоединился к Bad Wolves в качестве их нового ведущего вокалиста. Оценить его вокал можно на примере композиций: LGND — Promise, LGND — This Fire Burns (Killswitch Engage Cover). Векст не заставил себя долго ждать, заявив, что "Группе придётся сменить название, если они не заплатят за песни, которые я написал, и за мою торговую марку. Но в любом случае желаю этому чуваку всего наилучшего". В то время группа не ответила на претензии Векста. Чуть более недели спустя, 2 июня 2021 года, Bad Wolves объявили, что Ласкевич действительно присоединился к группе и что они работают над своим третьим альбомом под названием Dear Monsters, который, по их утверждению, станет „лучшим альбомом Bad Wolves на сегодняшний день“. Группа также подробно рассказала об уходе Векста, заявив, что они „не согласны с обоснованностью многого из того, что он публично говорил о нашем расставании, но мы предпочли бы не оглядываться на прошлое и вместо этого сосредоточиться на этой новой главе. И самое главное, мы хотели бы, чтобы музыка говорила сама за себя“. Ласкевич принимал участие в написании песен N.A.T.I.O.N.
В июле 2021 года Док Койл заявил в эпизоде своего подкаста „The Ex-Man with Doc Coyle“, что продолжающееся давление Векста на Bad Wolves означало, что „большая часть фанатов, по сути, радикализировалась против группы под ложными предлогами“. Это произошло после иска, поданного Векстом против менеджера Bad Wolves Аллена Ковача, который также является генеральным директором Better Noise Music. В иске Векст утверждал, что Ковач пытался помешать ему делать политические заявления, пытался купить у него товарные знаки для Bad Wolves, пытался заставить радио и стриминговые сервисы отказаться от работы с Bad Wolves, когда Векст отказался продать ему товарные знаки как способ вытеснить Векста из музыкальной индустрии и неоднократно использовал расовые оскорбления, чтобы принизить его. Ковач ответил собственным заявлением, в котором заявил, что обвинения Векста являются абсолютной ложью. Койл и Джон Боклин также сделали своё собственное заявление, в котором сказали, что „Во всех наших отношениях с Алленом Ковачем он никогда не использовал никаких уничижительных расовых оскорблений. Томми всё это выдумывает. Точка“.
В конце августа 2021 года Better Noise Music подала в суд на Векста за „нарушение авторских прав, нарушение контракта и неосновательное обогащение“.
Группа выпустила первый сингл с альбома Dear Monsters „Lifeline“ 8 сентября. Альбом был выпущен 29 октября 2021 года. Векст начал тур, начинающийся 10 сентября, и объявил о себе со своей сольной группой под названием „Tommy Vext and The B@D W8LV3S“. 9 сентября 2021 года в заявлении, адресованном Вексту, Bad Wolves написал, что „отчаявшиеся люди совершают отчаянные поступки“, сославшись на то, что Векст „не может писать свою собственную музыку“ и что он отредактировал версию сингла группы „Lifeline“ со своим вокалом, который он распространил в Интернете. Bad Wolves процитировали инициативы, предпринятые Векстом с момента ухода из группы в январе 2021 года, включая его GoFundMe, который позже был закрыт за мошенничество, потому что он пытался обмануть фанатов, подстрекая их купить альбом обложек, на которые у него нет прав. Bad Wolves описали Векста как способного к оскорблениям, как эмоционально, так и физически», когда он был в группе, а затем покинул её. Группа также упомянула его «бесконечные вспышки гнева» в социальных сетях, «наполненные мошенническими заявлениями и печальными попытками опорочить членов нашей группы и нашу команду». Они сказали, что Векст распространил «горы лжи», что у него «нет морального компаса», и что он готов на всё, чтобы достичь своих целей. Векст не ответил напрямую Bad Wolves, но опубликовал клип из «Мстителей: Финал» в своих социальных сетях, в котором подытожил своё мнение.

## Дискография

### Disobey
- 2017
- «Learn to Live»
- «Toast to the Ghost»
- 2018
- «Better the Devil»
- «No Masters»

### N.A.T.I.O.N.
- 2019
- «I’ll Be There»
- «Sober»
- «Crying Game»

Dear Monsters
2021

### Студийные альбомы
| Название альбома | Информация                                                                        | Позиции в чарте | Позиции в чарте | Позиции в чарте | Позиции в чарте | Позиции в чарте | Позиции в чарте | Позиции в чарте | Позиции в чарте | Позиции в чарте | Позиции в чарте |
| Название альбома | Информация                                                                        | US              | AUS             | AUT             | BEL (FLA)       | CAN             | FRA             | GER             | NZ Heat         | SWI             | UK              |
| ---------------- | --------------------------------------------------------------------------------- | --------------- | --------------- | --------------- | --------------- | --------------- | --------------- | --------------- | --------------- | --------------- | --------------- |
| Disobey          | - Released: May 11, 2018 - Label: Eleven Seven - Format: CD, digital download     | 23              | 9               | 39              | 126             | 23              | 89              | 55              | 9               | 24              | 51              |
| N.A.T.I.O.N.     | - Released: October 25, 2019 - Label: Eleven Seven - Format: CD, digital download | —               | —               | —               | —               | —               | —               | —               | —               | —               | —               |
| Dear Monsters    | Released: October 29, 2021 Label: Better Noise Music Format: CD, digital download | —               | —               | —               | —               | —               | —               | —               | —               | —               | —               |

### Синглы
| Название                           | Год  | Позиция в чарте | Позиция в чарте | Позиция в чарте | Позиция в чарте | Позиция в чарте | Позиция в чарте | Позиция в чарте | Позиция в чарте | Позиция в чарте | Позиция в чарте | Позиция в чарте | Статус                                                    | Альбом        |  |
| Название                           | Год  | US              | US Alt.         | US Main. Rock   | US Rock         | AUS             | CAN             | CAN Rock        | FRA             | SCO             | SWI             | SWE             | Статус                                                    | Альбом        |  |
| ---------------------------------- | ---- | --------------- | --------------- | --------------- | --------------- | --------------- | --------------- | --------------- | --------------- | --------------- | --------------- | --------------- | --------------------------------------------------------- | ------------- |  |
| «Zombie»                           | 2018 | 54              | 26              | 1               | 5               | 26              | 47              | 7               | 7               | 28              | 48              | 94              | - RIAA: Platinum - ARIA: Gold - MC: Platinum - SNEP: Gold | Disobey       |  |
| «Hear Me Now» (featuring Diamante) | 2018 | —               | —               | 2               | 25              | —               | —               | 45              | —               | —               | —               | —               |                                                           | Disobey       |  |
| «Remember When»                    | 2018 | —               | —               | 1               | 22              | —               | —               | —               | —               | —               | —               | —               |                                                           | Disobey       |  |
| «Killing Me Slowly»                | 2019 | —               | —               | 11              | 42              | —               | —               | —               | —               | —               | —               | —               |                                                           | N.A.T.I.O.N.  |  |
| Lifeline                           | 2021 | —               | —               | —               | —               | —               | —               | —               | —               | —               | —               | —               |                                                           | Dear Monsters |  |